# Constitution colombienne de 1863

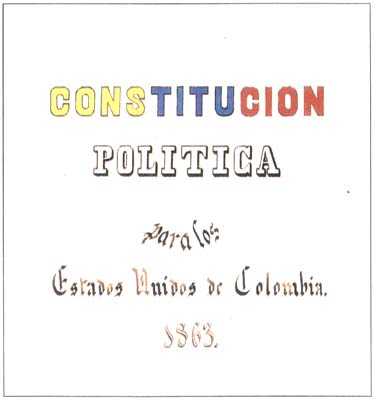
Page de couverture de la Constitution de Rionegro.

La Constitution de la Colombie de 1863, également appelée constitution de Rionegro (du nom de la localité où était réuni le Congrès) est le texte fondateur des États-Unis de Colombie (regroupant alors les pays actuels de Colombie et du Panama), adoptée en 1863. Par ce texte, l'ancienne Confédération grenadine devient un État fédéral sous le nom d'États-Unis de Colombie (espagnol : Estados Unidos de Colombia).

## Principales dispositions
L'exécutif est représenté par un président élu pour deux ans non renouvelables. Le Congrès est bicaméral, composé de la Chambre des représentants (un représentant pour 50 000 habitants) et du Sénat de la République (3 par État fédéré ). Le pouvoir judiciaire est exercé par la Cour suprême fédérale.
Les neuf États fédérés voient leur pouvoir largement augmentés. Ils peuvent en effet s'organiser comme ils le souhaitent et mener leur propre politique sociale ou économique sans avoir à en référer au gouvernement central. Leur domaine de compétences s'étend jusqu'à la levée d'armées ou la perception d'impôts. Les seuls domaines réservés à l'État fédéral étant la politique étrangère, la frappe de la monnaie, les services de douane et la fixation des poids et mesures.
Une nouvelle réforme constitutionnelle menant à la constitution de la Colombie de 1886, plus centraliste, marque l'avènement de la République de Colombie actuelle et reste en vigueur jusqu'en 1991.